# 神田博司
神田 博司（かんだ ひろし、1922年〈大正11年〉10月26日 - 1986年〈昭和61年〉5月31日）は、日本の法学者。専門は民法。法学博士（中央大学）。中央大学名誉教授。東京出身。川村泰啓門下。
1942年横浜高等工業学校（現・横浜国立大学工学部）応用化学科卒業。三菱石油技師。1948年生産化学研究所技師。1954年中央大学法学部法律学科卒業。1956年同大学院法学研究科修士課程修了。上智大学法学部専任講師。1961年中央大学大学院法学研究科博士課程中退。上智大学法学部助教授。1968年上智大学法学部教授。1969年中央大学法学部教授。1986年5月31日中央大学在職中に逝去、63歳没。
博士論文の題は「事実的契約関係に関する問題 」。

## 著書
- K.ラーレンツ著吉田豊と共訳『行為基礎と契約の履行』（中央大学出版部 1969年）
- 『財産法100問』（編著 蒼文社 1978年）
- 『民法ー債権法』（南雲堂深山社 1983年）

## 門下生
- 廣瀬克巨